# پیتر پیرسون
پیتر پیرسون (انگلیسی: Peter Pearson؛ زادهٔ ۱۹۵۴ (۷۰–۷۱ سال)) فرد نظامی اهل بریتانیا است. وی همچنین برندهٔ جوایزی همچون نشان حمام و نشان امپراتوری بریتانیا شده‌است.